# Robbert Robbertsz. le Canu
Robbert Robbertsz. le Canu (Amersfoort, gedoopt 27 november 1563 - Hoorn (?), ca. 1630) was een doopsgezinde schoolmeester in Amsterdam, dichter en maritiem deskundige. Le Canu was een tijdgenoot van Petrus Plancius, Snellius en Jodocus Hondius en staat bekend als de Schoolmeester van de groote Zeevaart.

## Biografie
Le Canu groeide op in Amersfoort, waar zijn vader voorganger was. Rond 1586 verhuisde hij naar Amsterdam en vestigde zich daar als schoolmeester. Hij kreeg door zijn bijzondere aanleg voor wis- en sterrenkunde al spoedig een geheel ander soort van leerlingen, namelijk zeelieden die de beginselen van de zeevaartkunde wilden leren. De belangrijkste onder hen zijn Cornelis de Houtman, Jacob van Heemskerck, Gerrit de Veer, Jan Cornelisz. Rijp, Adriaen Veen en Jacob Cornelisz van Neck. Le Canu voorzag hen van zeekaarten en astronomische instrumenten, opvolgers van het astrolabium.
Le Canu gaf een Korte inleidinge der Feesten Israëls, zijnde regte tijdkaerten waer men in zien mag, hoe veel groote jaren de wereld gestaen heeft, en nog staen zal uit, waarin hij een tijdrekenkundige theorie had uitgewerkt, met goed gegraveerde platen toegelicht. Voor zijn leerlingen vervaardigde hij als nieuwjaarsgeschenk een kunstig samengesteld Sterrelied op de wijze van een psalm, waardoor ze bij waarneming van een ster in het zuiden te allen tijde het uur konden bepalen. Dit werk is in verscheidene zeevaartkundige handboeken tot ver in de 17e eeuw afgedrukt; in de Latijnse uitgave van het handboek van Adriaan Metius is een vertaling opgenomen.
In het sterrenlied behandelt Robbert Robbertsz. 48 sterren, vier per maand, die steeds met ongeveer een tussenpoos van een half uur door de meridiaan gaan. De mensen van de zestiende en zeventiende eeuw waren gewend om lange liederen te zingen en uit hun hoofd te leren. Door een berijmde tekst te maken waarin de sterrenkundige gegevens waren vervat, en wel zo dat die tekst op een bekende melodie te zingen viel, had men geen tabellen nodig. De zeeman had enkel het betreffende lied van buiten te leren.
De tocht naar Nova Zembla bracht een ernstig en onherstelbaar conflict tussen Robbert, Jacob van Heemskerk en Gerrit de Veer. Robbert kon de waarnemingen van de zeelieden onder Willem Barentsz die de zon veertien dagen eerder zagen teruggekomen, namelijk op 24 januari 1597, dan volgens de wetenschap mogelijk was, niet voor juist houden. Dit verschijnsel, een arctische luchtspiegeling, staat nu bekend als het zogenaamde Nova Zembla-effect.
Le Canu woonde tussen 1586 en 1611 in de Vergulde Leijster, aan de Nieuwezijds Achterburgwal, buiten de Haarlemmerpoort en op de Lastage). In 1600 stortte hij zich in een polemiek met een Middelburgse predikant. Deze predikant, Hermannus Moded genaamd, had in 1603 een geschrift uitgegeven tegen de wederdopers en kon daarop rekenen op verzet van Robbertsz. Hij schreef als reactie in 1603 Een cleyn briefken tegen Harmen Modeth, predicant.
In 1619 kwam hij opnieuw in moeilijkheden. Een speciale toelage door Staten-Generaal van de Nederlanden werd in 1619 ingetrokken. Rond 1620 kreeg hij de beschikking over een huisje in Hoorn, speciaal voor hem gebouwd, door Pieter Jansz. Liorne.
In 1627 schreef hij een brief aan Willem Jansz. Blaeu, waarin hij het oude conflict met de Nova Zembla-vaarders uiteenzette.